# Scheepersprys vir Jeugliteratuur
De Scheepersprys vir Jeugliteratuur is een Zuid-Afrikaanse prijs voor jeugdliteratuur.
De onderscheiding, die door de Suid-Afrikaanse Akademie vir Wetenskap en Kuns wordt toegekend, heeft de "bevordering van hoogstaande Afrikaanse jeugliteratuur vir die rypere jeug"' tot doel. Naast literaire en opvoedkundige overwegingen spelen bij de beoordelingscriteria ook "egte Afrikanerkaraktereienskappe en nasietrots" een (niet-bindende) rol. De prijs werd in 1956 ingesteld en aanvankelijk jaarlijks toegekend. Sinds 1974 gebeurt dat in beginsel eens per drie jaar.

## Winnaars
- 1956: P.J. Schoeman voor Drie jong jagters, Fanie se veldskooldae, Fanie word grootwildjagter en Uitspring, kêrels
- 1957: Mikro voor Ruiter in die nag, Kaptein Gericke, Boerseun, Die jongste ruiter, Die kleingeldkommando en Lente
- 1958: W.A. de Klerk voor Die skarlaken eskadril, Die vallei van die rooi gode, Die gésel van Namaland, Agtien man en 'n meisiekind en Poens
- 1959: Alba Bouwer voor Stories van Rivierplaas en Nuwe stories van Rivierplaas
- 1960: Sita voor al haar jeugdboeken
- 1961: M.E.R. voor Die tweeling trek saam
- 1962: I.D. du Plessis voor al zijn jeugdboeken
- 1963: P.H. Nortjé voor Pennie se vuur en Die groen ghoen
- 1964: G.J. Joubert voor Oupa Landman se viool
- 1965: Alba Bouwer voor Katrientjie van Keerweder, Stories van Ruyswyck en Stories van Bergplaas
- 1966: H.J. Vermaas voor al zijn jeugdverhalen
- 1967: P.J. Schoeman voor negen jeugdverhalen sinds 1957
- 1968: Anna M. Louw voor Die voortreflike familie Smit
- 1969: Ben Venter voor Waterbobbejaan
- 1970: Karl Kielblock voor Rebel
- 1971: Rykie van Reenen voor Heldin uit die vreemde
- 1972: Anna Rothmann voor Klaasneus-hulle
- 1974: Freda Linde voor Die singende gras
- 1977: Jan Rabie Seeboek van die sonderkossers
- 1980: Rona Rupert voor Wegloopwinter en Woorde is soos wors
- 1983: Freda Linde voor 'n Tuiste vir Bitis
- 1986: Dolf van Niekerk voor Die haasvanger
- 1989: Chris Barnard voor Voetpad na Vergelegen
- 1992: Eleanor Baker voor Daar is spore op die maan
- 1995: George Weideman voor Die optog van die aftjoppers
- 1998: Leon de Villiers voor Die Pro
- 2001: Jan Vermeulen voor Geraamtes dra nie klere nie
- 2004: Willem van der Walt voor Ragtime en rock
- 2010: Nelia Engelbrecht voor Pandora se Boks
- 2013: Derick van der Walt voor Willem Poprok
- 2016: Marita van der Vyver voor Swemlesse vir ’n meermin
- 2019: Jaco Jacobs voor Dinge wat ek nie van skape geweet het nie
- 2022: Fanie Viljoen voor Offers vir die vlieë